# Werner-Bonhoff-Stiftung
Die Werner-Bonhoff-Stiftung ist eine gemeinnützige Stiftung des privaten Rechts mit Sitz in Berlin.

## Hintergrund und Ziele
Die Werner-Bonhoff-Stiftung wurde im Jahr 2002 von Elisabeth Bonhoff aus dem Vermögen ihres verstorbenen Sohnes im Andenken an ihre beiden vor ihr verstorbenen Kinder errichtet. Der Unternehmer Werner Bonhoff kam im Jahr 2000 bei einem Flugzeugabsturz ums Leben. Seine Schwester, Erika Dujardin, Mitinhaberin des Modehauses Bonhoff, wurde am 1. November 1980 nach dem Verlassen des Geschäftes an der Tauentzienstraße 18 Opfer eines Raubmordes. Vor diesem Hintergrund legte die Stiftung ihre Schwerpunkte fest: Gewaltprävention und unternehmerische Berufsbildung.

## Kuratorium und Geschäftsführung
Die Werner-Bonhoff-Stiftung ist aufgrund des Nachlasses von Werner Bonhoff wirtschaftlich und politisch unabhängig. Sie wird durch den geschäftsführenden Vorstand geführt, der vom Kuratorium beraten und kontrolliert werden soll.
Zusammensetzung des Kuratoriums der Stiftung seit 2002:
- Werner Gegenbauer (von 2002 bis 2003)
- Till Bartelt (von 2002 bis 2005)
- Christian Grün (von 2002 bis 2016)
- Walter Purschke (von 2002 bis 2016)
- Peter Dussmann (von 2005 bis 2009)
- Klaus Schroeter (von 2006 bis 2018)
- Günther Jauch (von 2008 bis 2010)
- Gunnar Folke Schuppert (seit 2012)
- Ursula Weidenfeld (von 2016 bis 2020)
- Kai Drabe (seit 2018, zugleich derzeit Vorstand der "Elsbeth-Bonhoff-Stiftung"[3])
- Nicole Pasel (seit 2020, zugleich derzeit Kuratoriumsmitglied der "Elsbeth-Bonhoff-Stiftung"[3])

Geschäftsführender Vorstand seit 2002:
- Klaus Schroeter (von 2002 bis 2005)
- Till Bartelt (seit 2005, zugleich derzeit Vorsitzender des Kuratoriums der "Elsbeth-Bonhoff-Stiftung"[3])

## Projekt: Bürokratie-Therapie
In ihrem Mitmach-Projekt „Bürokratie-Therapie“ möchte die Werner-Bonhoff-Stiftung unternehmerische Menschen motivieren, ihre Bürokratismus-Erfahrungen zu teilen, damit andere sowie die Verwaltung und Gesetzgebung daraus lernen können, um Verbesserungsprozesse „von unten nach oben“ in Gang zu setzen und  einen Wandel anzustoßen. Seit 2005 wurden von der Stiftung bisher insgesamt 123 Fallschilderungen erstellt und auf der Website in einer "Fallsammlung" veröffentlicht, davon 5 Fallschilderungen 2021 und 6 Fallschilderungen 2020.
Wissenschaftlich begleitet wurde der Werner-Bonhoff-Preis von Lutz Haegert von 2004 bis 2007.  Von 2007 bis 2012 verantwortete Gunnar Folke Schuppert das Stiftungsprojekt "bureaucratic transparency" (vormals "Unternehmer & bürokratische Hürden" genannt). Laut Autor sind Schwerpunkte der Bürokratie-Kritik aus der Praxis eine mangelnde Problemlösungsorientierung der Verwaltung sowie die große Zahl unübersichtlicher verselbstständigter Bürokratien in Deutschland, die insbesondere Kleinunternehmer mit ihren Anforderungen stark belasten und zuweilen überfordern.
In ihrer Online-Fallsammlung stellt die Werner-Bonhoff-Stiftung eingesandte Bürokratismus-Schilderungen aus der unternehmerischen Praxis als Lehr- und Anschauungsmaterial frei zur Verfügung.
Weiterhin möchte die Stiftung unternehmerische Menschen, die mit bürokratischen Hürden ringen und Mitstreiter oder Unterstützer suchen, in ihrer Bonhoff-Börse zusammen bringen und damit den Erfahrungsaustausch der Betroffenen untereinander fördern.
In der Wanderausstellung „Der Kaiser hat ja gar nichts an! Bürokratie-Therapie von nebenan“ werden 30 Fälle aus der Fallsammlung vorgestellt. Bisherige Stationen der Ausstellung: Berlin, Dresden, Bochum, Neu-Isenburg, Augsburg, Eppingen, Potsdam und Balingen.

## Projekt zur Gewaltprävention: Nach der Tat
Die Werner Bonhoff Stiftung verfolgt mit ihrem im Jahr 2010 gestarteten bundesweiten Mitmach-Projekt „Nach-der-Tat“ laut eigener Angaben das Ziel, die Reaktionen des Staates auf Mobbing & Gewalt zu verbessern, damit Mobbing- & Gewalttaten möglichst frühzeitig und wirksam beendet werden. Hierbei sollen sowohl die Beobachter und Betroffenen, als auch die Schulen unterstützt werden. Durch eine klare Haltung der Schule zu Gewalt & Mobbing soll das Vertrauen der Jugendlichen in die Schule und in die Geltung des Rechts gestärkt werden. Die Stiftung möchte Schulen, Eltern und Schülern mit unterschiedlichen Angeboten bei Mobbingfällen und der Mobbingprävention unterstützen, z. B. mit Anti-Mobbing-Workshops oder dem Projekt "Wachsame Schule".

## Ausgelobte Preise

### „Werner-Bonhoff-Preis wider den §§-Dschungel“ (für Unternehmer und Selbstständige)
Teil des Projekts „Bürokratie-Therapie“ ist die Verleihung des „Werner-Bonhoff-Preis wider den §§-Dschungel“. Bürokratismus-Schilderungen wurden von 2006 bis 2008 mit 100.000 Euro Preisgeld, seit 2009 mit 50.000 Euro Preisgeld ausgezeichnet. Im Jahr 2023 wurde das Preisgeld auf 25.000 Euro abgesenkt. Die Stiftung lobt nach eigener Darstellung den Preis aus, um unternehmerische Menschen zur Schilderung ihrer Praxis-Fälle zu gewinnen und damit bürokratiekritisches Engagement zu fördern.
Preisträger:
- 2006: Hans-Wolff Graf, München[14]
- 2007: Bernd Beigl, Augsburg[15]
- 2008: Günther Jauch, Potsdam[16]
- 2009: Sebastian Störzbach, Ditzingen[17]
- 2010: Georg Heitlinger, Eppingen[18]
- 2011: Kai Boeddinghaus, Kassel[19]
- 2012: Renate Günther-Greene, Düsseldorf[20]
- 2013: Tim Wessels, Hamburg[21]
- 2014: Claudia Domnik, Neu-Isenburg[22]
- 2015: Sabine Schmuck, Ingolstadt[23]
- 2016: Christa Weidner, Aschheim[24]
- 2017: Preis nicht vergeben
- 2018: Marcello Danieli, Neu-Ulm[25]
- 2019: Oliver Blume, Hannover[26]
- 2020: Peer Sachteleben, Osnabrück (Bekanntgabe im September 2021)[27]
- 2021: Holger Laudeley, Ritterhude[28]
- 2022: Marco Scheel, Teplitz[29]
- 2023: Johanna Röh, Alfhausen[30][31]

### „Hat Deine Schule Mobbing im Griff?“ (für Schülerzeitungen)
Im Rahmen des Schülerzeitungswettbewerbes "Kein Blatt vorm Mund" (Schülerzeitungswettbewerb der Länder), ausgerichtet von der Jugendpresse Deutschland, lobt die Werner-Bonhoff-Stiftung seit 2014 jährlich den Sonderpreis „Hat Deine Schule Mobbing im Griff?“ aus. Ausgezeichnet werden Schülerzeitungsartikel, die sich damit auseinandersetzen, ob und wie die Schule konkret bei Mobbing & Gewalt reagiert.

## Bonhoff-Unternehmer-Zentrum (BUZ)
Die Stiftung besitzt in Dresden eine Büroimmobilie, die sie regulär an Unternehmen und Selbständige vermietet. Im sogenannten "Bonhoff-Unternehmer-Zentrum (BUZ)" möchte die Stiftung laut eigener Informationen zudem den Erfahrungs- und Kompetenzaustausch von Unternehmern fördern.